# Maurice Calmeyn
Maurice Pierre Léopold Calmeyn (Brussel, 1863 - 1934) was een Belgisch vrijmetselaar en maatschappijcriticus.

## Afkomst
Calmeyn was van welgestelde komaf. Zijn ouders waren de advocaat Pierre Calmeyn en Mathilde Orban. Hij was opgeleid tot landbouwingenieur en erfde in 1899 een groot duinengebied in De Panne. Een huis werd door de overige erfgenamen afgestaan als pastorie, maar de vrijmetselaar Calmeyn weigerde zijn deel. In 1919 trouwde hij in Parijs met de Franse Jeanne Heim (1886-1961).

## Congo
Op uitnodiging van zijn vriend Armand Solvay en zijn neef Ernest Orban maakte hij een reis door Egyptisch Soedan en de Onafhankelijke Congostaat. Hij vertrok op 6 januari 1907 in Brussel en was op 17 augustus terug in Duinkerke. Het volgende jaar ging hij opnieuw voor meerdere maanden naar Congo (9 april - 6 december 1908). Hij jaagde er op groot wild (olifanten) en bestudeerde tegelijk de kolonie die België weldra zou besturen. Wat hij zag, stemde hem niet vrolijk. In een vuistdik boek uitte hij onverbloemde kritiek op de koloniale oppressie (Au Congo Belge, 1912). De overleden koning Leopold II moest het ontgelden, net als de missionarissen van allerlei pluimage.

## De Panne
In 1911 vestigde Calmeyn zich in De Panne, waar zijn familie grootgrondbezitter was. Hij leidde de liberale oppositie tijdens de gemeenteraadsverkiezingen van dat jaar, maar moest het afleggen tegen de Katholieke Partij van burgemeester Ernest d'Arripe. Calmeyn stichtte twee coöperaties en een vrijzinnige school in de gemeente. Hij waakte over de ecologische intactheid van de duinen en afficheerde de naam van vervuilers op een "schandpaal" voor zijn huis. In 1903 had hij een 85 ha groot loofbos laten aanplanten, vandaag bekend als het Calmeynbos (66 ha). 
Zijn maatschappijkritiek werd steeds radicaler en dreef hem uiteindelijk richting communisme. Net voor zijn dood leverde hij met 20.000 frank de beslissende bijdrage om Misère au Borinage te draaien, de sociale film van Joris Ivens en Henri Storck. Calmeyn stierf op op weg naar de première. Zijn monumentale graf op de begraafplaats van De Panne staat in het teken van de vrijmetselarij en het communisme (hamer en sikkel).
Het grootste deel van zijn grondbezit schonk hij aan de overheid (118 ha). Zijn collectie fauvistische schilderijen belandde in de KMSKB.

## Publicaties
- Au Congo belge. Chasse à l'éléphant, les indigènes, l'administration, Brussel, 1912